# 86º Congresso degli Stati Uniti d'America
L'86º Congresso degli Stati Uniti d'America costituì, dal 3 gennaio 1959 al 3 gennaio 1961, il ramo legislativo del governo federale statunitense. Fu formato dal Senato e dalla Camera dei rappresentanti e si riunì a Washington durante gli ultimi due anni di presidenza di Dwight D. Eisenhower.
L'allocazione dei seggi alla Camera dei rappresentanti fu basata sul censimento del 1950 finché Alaska e Hawaii non furono ammessi come stati nel 1959; il numero di membri della Camera aumentò quindi temporaneamente a 437 (assegnando un deputato ad ognuno dei due nuovi stati ammessi, e lasciando l'assegnazione degli altri 435 seggi inalterata). Il numero di rappresentanti sarebbe rimasto pari a 437 fino alla riallocazione successiva al censimento del 1960. 
Entrambe le camere ebbero una maggioranza democratica, con maggioranze incrementate in entrambi i rami del Parlamento.

## Principali eventi
- 7 gennaio 1959: gli Stati Uniti riconoscono il nuovo governo cubano di Fidel Castro
- 12 febbraio 1959: per ricordare il 150° anniversario della nascita di Abraham Lincoln, il Congresso si riunisce in sessione congiunta per ascoltare l'attore Fredric March in una interpretazione del discorso di Gettysburg, seguito da un intervento dello scrittore Carl Sandburg[1]
- 1° maggio 1960: crisi degli U-2
- 29 giugno 1960: re Bhumibol Adulyadej di Thailandia si rivolge a una sessione congiunta del Congresso
- 8 novembre 1960: si tengono le elezioni presidenziali nelle quali viene eletto John Fitzgerald Kennedy

## Emendamenti costituzionali

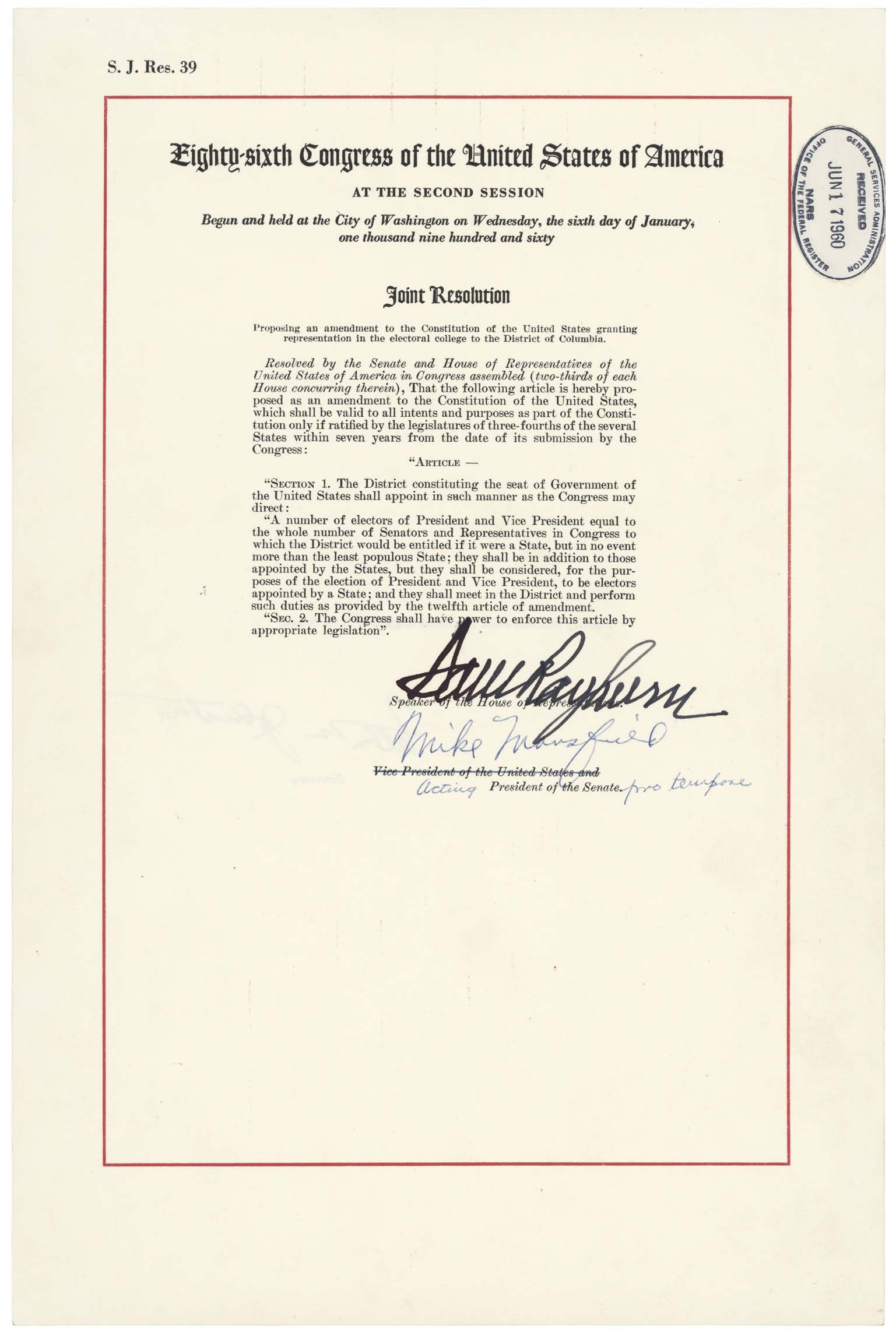
La risoluzione congiunta ufficiale del Congresso che proponeva quello che sarebbe diventato il XXIII emendamento, conservato agli Archivi Nazionali

- 16 giugno 1960: approvato un emendamento alla Costituzione degli Stati Uniti d'America che estende il diritto di voto nelle elezioni presidenziali ai cittadini risiedenti nel distretto di Columbia, assegnandogli elettori nel Collegio elettorale come se fosse uno stato; risoluzione sottoposta alle legislature degli stati per la ratifica
  - emendamento poi ratificato il 29 marzo 1961, divenendo il XXIII emendamento

## Stati ammessi
- 3 gennaio 1959: Alaska ammessa come 49° stato
- 21 agosto 1959: Hawaii ammesse come 50° stato

## Senato
| Appartenenza                  | Partito(La colonna colorata indica il partito di maggioranza) | Partito(La colonna colorata indica il partito di maggioranza) | Totale | Vacanti |
| ----------------------------- | ------------------------------------------------------------- | ------------------------------------------------------------- | ------ | ------- |
| Appartenenza                  |                                                               |                                                               | Totale | Vacanti |
| Appartenenza                  | Democratico                                                   | Repubblicano                                                  | Totale | Vacanti |
| Fine del precedente congresso | 50                                                            | 45                                                            | 95     | 1       |
|                               |                                                               |                                                               |        |         |
| Inizio                        | 64                                                            | 34                                                            | 98     | 0       |
| Fine                          | 66                                                            | 34                                                            | 100    | 0       |
|                               |                                                               |                                                               |        |         |
| Ultime percentuali di voto    | 66%                                                           | 34%                                                           |        |         |

## Camera dei rappresentanti
| Appartenenza                  | Partito(La colonna colorata indica il partito di maggioranza) | Partito(La colonna colorata indica il partito di maggioranza) | Totale | Vacanti |
| ----------------------------- | ------------------------------------------------------------- | ------------------------------------------------------------- | ------ | ------- |
| Appartenenza                  |                                                               |                                                               | Totale | Vacanti |
| Appartenenza                  | Democratico                                                   | Repubblicano                                                  | Totale | Vacanti |
| Fine del precedente congresso | 232                                                           | 193                                                           | 425    | 10      |
|                               |                                                               |                                                               |        |         |
| Inizio                        | 282                                                           | 153                                                           | 435    | 0       |
| Fine                          | 281                                                           | 151                                                           | 432    | 5       |
|                               |                                                               |                                                               |        |         |
| Ultime percentuali di voto    | 65%                                                           | 35%                                                           |        |         |

## Leadership

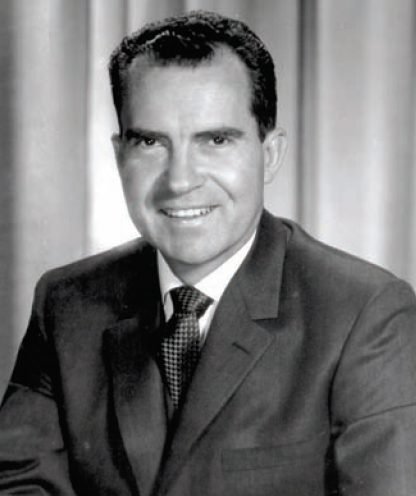
Il Presidente del Senato Richard Nixon

### Senato
- Presidente: Richard Nixon (R)
- Presidente pro tempore: Carl Hayden (D)
- Leader della maggioranza democratica: Lyndon B. Johnson
- Leader della minoranza repubblicana: Everett Dirksen

### Camera dei rappresentanti
- Speaker: Sam Rayburn (D)
- Leader della maggioranza democratica: John W. McCormack
- Leader della minoranza repubblicana: Charles A. Halleck

## Membri

### Senato
2 democratici
     1 democratico ed 1 repubblicano
     2 repubblicani

Appartenenza partitica dei senatori all'inizio dell'86º congresso.
2 democratici
1 democratico ed 1 repubblicano
2 repubblicani

I senatori venivano eletti dalla popolazione ogni due anni, con un terzo dei senatori che iniziava il mandato di sei anni ad ogni Congresso. I nomi che precedono nella lista sotto corrispondono alle Classi, che indicano il ciclo della loro elezione. Nell'86º Congresso i senatori di Classe 2 terminavano il mandato con l'attuale Congresso, con nuova elezione nel 1960; quelli di Classe 3 avevano iniziato il mandato nel precedente Congresso, con rielezione nel 1962; quelli di Classe 1 avevano iniziato il mandato con l'attuale Congresso, con rielezione nel 1964.
Alabama
2. John Sparkman (D)
3. J. Lister Hill (D)
Alaska
2. Bob Bartlett (D)
3. Ernest Gruening (D)
Arizona
1. Barry Goldwater (R)
3. Carl Hayden (D)
Arkansas
2. John L. McClellan (D)
3. J. William Fulbright (D)
California
1. Clair Engle (D)
3. Thomas Kuchel (R)
Colorado
2. Gordon Allott (R)
3. John A. Carroll (D)
Carolina del Nord
2. B. Everett Jordan (D)
3. Sam Ervin (D)
Carolina del Sud
2. Strom Thurmond (D)
3. Olin D. Johnston (D)
Connecticut
1. Thomas J. Dodd (D)
3. Prescott Bush (R)
Dakota del Nord
1. William Langer (R-NPL), fino all'8 novembre 1959
Norman Brunsdale (R), 19 novembre 1959 – 7 agosto 1960
Quentin Burdick (D-NPL), dall'8 agosto 1960
3. Milton Young (R)
Dakota del Sud
2. Karl Mundt (R)
3. Francis Case (R)
Delaware
1. John J. Williams (R)
2. J. Allen Frear Jr. (D)
Florida
1. Spessard Holland (D)
3. George Smathers (D)
Georgia
2. Richard Russell Jr. (D)
3. Herman Talmadge (D)
Hawaii
1. Hiram Fong (R), dal 21 agosto 1959 (nuovo stato)
3. Oren E. Long (D), dal 21 agosto 1959 (nuovo stato)
Idaho
2. Henry Dworshak (R)
3. Frank Church (D)
Illinois
2. Paul Douglas (D)
3. Everett Dirksen (R)
Indiana
1. Vance Hartke (D)
3. Homer E. Capehart (R)
Iowa
2. Thomas E. Martin (R)
3. Bourke B. Hickenlooper (R)
Kansas
2. Andrew Frank Schoeppel (R)
3. Frank Carlson (R)
Kentucky
2. John Sherman Cooper (R)
3. Thruston Ballard Morton (R)
Louisiana
2. Allen J. Ellender (D)
3. Russell B. Long (D)
Maine
1. Edmund Muskie (D)
2. Margaret Chase Smith (R)
Maryland
1. J. Glenn Beall (R)
3. John Marshall Butler (R)
Massachusetts
1. John F. Kennedy (D), fino al 22 dicembre 1960
Benjamin A. Smith II (D), dal 27 dicembre 1960
2. Leverett Saltonstall (R)
Michigan
1. Philip Hart (D)
2. Patrick V. McNamara (D)
Minnesota
1. Eugene McCarthy (DFL)
2. Hubert Humphrey (DFL)
Mississippi
1. John C. Stennis (D)
2. James Eastland (D)
Missouri
1. Stuart Symington (D)
3.  Thomas C. Hennings Jr. (D), fino al 13 settembre 1960
Edward V. Long (D), dal 23 settembre 1960
Montana
1. Mike Mansfield (D)
2. James E. Murray (D)
Nebraska
1. Roman Hruska (R)
2. Carl Curtis (R)
Nevada
1. Howard Cannon (D)
3. Alan Bible (D)
New Hampshire
2. Styles Bridges (R)
3. Norris Cotton (R)
New Jersey
1. Harrison A. Williams (D)
2. Clifford P. Case (R)
New York
1. Kenneth Keating (R)
3. Jacob Javits (R)
Nuovo Messico
1. Dennis Chávez (D)
2. Clinton Anderson (D)
Ohio
1. Stephen M. Young (D)
3. Frank Lausche (D)
Oklahoma
2. Robert S. Kerr (D)
3. Mike Monroney (D)
Oregon
2. Richard L. Neuberger (D), fino al 9 marzo 1960
Hall S. Lusk (D), 16 marzo 1960 - 8 novembre 1960
Maurine Neuberger (D), dal 9 novembre 1960
3. Wayne Morse (D)
Pennsylvania
1. Hugh Scott (R)
3. Joseph S. Clark Jr. (D)
Rhode Island
1. John Pastore (D)
2. Theodore F. Green (D)
Tennessee
1. Albert Gore Sr. (D)
2. stes Kefauver (D)
Texas
1. Ralph Yarborough (D)
2. Lyndon B. Johnson (D)
Utah
1. Frank Moss (D)
2. Wallace F. Bennett (R)
Vermont
1. Winston L. Prouty (R)
3. George Aiken (R)
Virginia
1. Harry F. Byrd (D)
2. A. Willis Robertson (D)
Virginia Occidentale
1. Robert Byrd (D)
2. Jennings Randolph (D)
Washington
1. Henry M. Jackson (D)
3. Warren G. Magnuson (D)
Wisconsin
1. William Proxmire (D)
3. Alexander Wiley (R)
Wyoming
1. Gale W. McGee (D)
3. Joseph C. O'Mahoney (D)

### Camera dei rappresentanti
80+% repubblicani
     80+% democratici
     60+% - 80% repubblicani
     60+% - 80% democratici
     up - 60% repubblicani
     up - 60% democratici

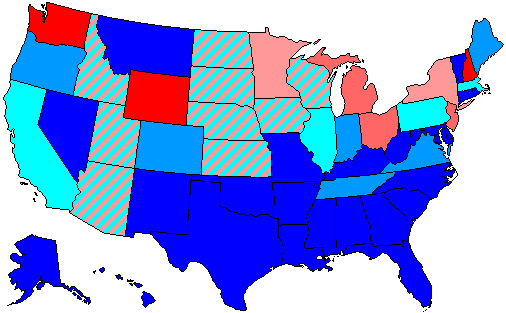
Seggi alla camera per partito in base alla maggioranza
80+% repubblicani
80+% democratici
60+% - 80% repubblicani
60+% - 80% democratici
up - 60% repubblicani
up - 60% democratici

Il nome dei membri della Camera è preceduto dal numero del distretto.
Alabama
(9 democratici)
1. Frank W. Boykin (D)
2. George M. Grant (D)
3. George W. Andrews (D)
4. Kenneth A. Roberts (D)
5. Albert Rains (D)
6. Armistead I. Selden Jr. (D)
7. Carl Elliott (D)
8. Robert E. Jones Jr. (D)
9. George Huddleston Jr. (D)
Alaska
(1 democratico)
"At-large". Ralph Rivers (D)
Arizona
(1 democratico, 1 repubblicano)
1. John Jacob Rhodes (R)
2. Stewart Udall (D)
Arkansas
(6 democratici)
1. Ezekiel C. Gathings (D)
2. Wilbur Mills (D)
3. James William Trimble (D)
4. Oren Harris (D)
5. Dale Alford (D)
6. William F. Norrell (D)
California
(16 democratici, 14 repubblicani)
1. Clem Miller (D)
2. Bizz Johnson (D)
3. John E. Moss (D)
4. William S. Mailliard (R)
5. John F. Shelley (D)
6. John F. Baldwin Jr. (R)
7. Jeffery Cohelan (D)
8. George P. Miller (D)
9. J. Arthur Younger (R)
10. Charles Gubser (R)
11. John J. McFall (D)
12. B. F. Sisk (D)
13. Charles M. Teague (R)
14. Harlan Hagen (D)
15. Gordon L. McDonough (R)
16. Donald L. Jackson (R)
17. Cecil R. King (D)
18. Craig Hosmer (R)
19. Chet Holifield (D)
20. H. Allen Smith (R)
21. Edgar W. Hiestand (R)
22. Joseph F. Holt (R)
23. Clyde Doyle (D)
24. Glenard P. Lipscomb (R)
25. George A. Kasem (D)
26. James Roosevelt (D)
27. Harry R. Sheppard (D)
28. James B. Utt (R)
29. Dalip Singh Saund (D)
30. Bob Wilson (R)
Carolina del Nord
(11 democratici, 1 repubblicano)
1. Herbert Covington Bonner (D)
2. Lawrence H. Fountain (D)
3. Graham A. Barden (D)
4. Harold D. Cooley (D)
5. Ralph James Scott (D)
6. Carl T. Durham (D)
7. Alton Lennon (D)
8. Alvin Paul Kitchin (D)
9. Hugh Quincy Alexander (D)
10. Charles R. Jonas (R)
11. Basil Lee Whitener (D)
12. David McKee Hall (D), fino al 29 gennaio 1960
Roy A. Taylor (D), dal 25 giugno 1960
Carolina del Sud
(6 democratici)
1. L. Mendel Rivers (D)
2. John J. Riley (D)
3. William Jennings Bryan Dorn (D)
4. Robert T. Ashmore (D)
5. Robert W. Hemphill (D)
6. John L. McMillan (D)
Colorado
(3 democratici, 1 repubblicano)
1. Byron G. Rogers (D)
2. Byron L. Johnson (D)
3. John Chenoweth (R)
4. Wayne N. Aspinall (D)
Connecticut
(6 democratici)
1. Emilio Q. Daddario (D)
2. Chester Bowles (D)
3. Robert Giaimo (D)
4. Donald J. Irwin (D)
5. John S. Monagan (D)
"At-large". Frank Kowalski (D)
Dakota del Nord
(1 democratico, 1 repubblicano)
"At-large". Quentin Burdick (D-NPL), fino all'8 agosto 1960
"At-large". Don L. Short (R)
Dakota del Sud
(1 democratico, 1 repubblicano)
1. George McGovern (D)
2. E. Y. Berry (R)
Delaware
(1 democratico)
At-large. Harris McDowell (D)
Florida
(7 democratici, 1 repubblicano)
1. William C. Cramer (R)
2. Charles E. Bennett (D)
3. Bob Sikes (D)
4. Dante Fascell (D)
5. Syd Herlong (D)
6. Paul Rogers (D)
7. James A. Haley (D)
8. D. R. Matthews (D)
Georgia
(10 democratici)
1. Prince Hulon Preston Jr. (D)
2. J. L. Pilcher (D)
3. Tic Forrester (D)
4. John Flynt (D)
5. James C. Davis (D)
6. Carl Vinson (D)
7. Harlan Mitchell (D)
8. Iris Faircloth Blitch (D)
9. Phillip M. Landrum (D)
10. Paul Brown (D)
Hawaii
(1 democratico)
"At-large". Daniel Inouye (D), dal 21 agosto 1959 (nuovo stato)
Idaho
(1 democratico, 1 repubblicano)
1. Gracie Pfost (D)
2. Hamer H. Budge (R)
Illinois
(14 democratici, 11 repubblicano)
1. William L. Dawson (D)
2. Barratt O'Hara (D)
3. William T. Murphy (D)
4. Ed Derwinski (R)
5. John C. Kluczynski (D)
6. Thomas J. O'Brien (D)
7. Roland V. Libonati (D)
8. Dan Rostenkowski (D)
9. Sidney R. Yates (D)
10. Harold R. Collier (R)
11. Roman Pucinski (D)
12. Charles A. Boyle (D), fino al 4 novembre 1959
13. Marguerite Stitt Church (R)
14. Elmer J. Hoffman (R)
15. Noah M. Mason (R)
16. Leo E. Allen (R)
17. Leslie C. Arends (R)
18. Robert H. Michel (R)
19. Robert B. Chiperfield (R)
20. Edna O. Simpson (R)
21. Peter F. Mack Jr. (D)
22. William L. Springer (R)
23. George E. Shipley (D)
24. Melvin Price (D)
25. Kenneth J. Gray (D)
Indiana
(8 democratici, 3 repubblicani)
1. Ray Madden (D)
2. Charles A. Halleck (R)
3. John Brademas (D)
4. E. Ross Adair (R)
5. J. Edward Roush (D)
6. Fred Wampler (D)
7. William G. Bray (R)
8. Winfield K. Denton (D)
9. Earl Hogan (D)
10. Randall S. Harmon (D)
11. Joseph W. Barr (D)
Iowa
(4 democratici, 4 repubblicani)
1. Fred Schwengel (R)
2. Leonard G. Wolf (D)
3. H. R. Gross (R)
4. Steven V. Carter (D), fino al 4 novembre 1959
John Henry Kyl (R), dal 15 dicembre 1959
5. Neal Smith (D)
6. Merwin Coad (D)
7. Ben F. Jensen (R)
8. Charles B. Hoeven (R)
Kansas
(3 democratici, 3 repubblicani)
1. William H. Avery (R)
2. Newell A. George (D)
3. Denver D. Hargis (D)
4. Edward H. Rees (R)
5. J. Floyd Breeding (D)
6. Wint Smith (R)
Kentucky
(7 democratici, 1 repubblicano)
1. Frank Stubblefield (D)
2. William Natcher (D)
3. Frank W. Burke (D)
4. Frank Chelf (D)
5. Brent Spence (D)
6. John C. Watts (D)
7. Carl D. Perkins (D)
8. Eugene Siler (R)
Louisiana
(8 democratici)
1. F. Edward Hébert (D)
2. Hale Boggs (D)
3. Edwin E. Willis (D)
4. Overton Brooks (D)
5. Otto Passman (D)
6. James H. Morrison (D)
7. T. Ashton Thompson (D)
8. Harold B. McSween (D)
Maine
(2 democratici, 1 repubblicano)
1. James C. Oliver  (D)
2. Frank M. Coffin (D)
3. Clifford McIntire (R)
Maryland
(7 democratici)
1. Thomas Francis Johnson (D)
2. Daniel Brewster (D)
3. Edward Garmatz (D)
4. George Hyde Fallon (D)
5. Richard Lankford (D)
6. John R. Foley (D)
7. Samuel Friedel (D)
Massachusetts
(8 democratici, 6 repubblicani)
1. Silvio O. Conte (R)
2. Edward Boland (D)
3. Philip J. Philbin (D)
4. Harold Donohue (D)
5. Edith Nourse Rogers (R), fino al 10 settembre 1960
6. William H. Bates (R)
7. Thomas J. Lane (D)
8. Torbert Macdonald (D)
9. Hastings Keith (R)
10. Laurence Curtis (R)
11. Tip O'Neill (D)
12. John W. McCormack (D)
13. James A. Burke (D)
14. Joseph W. Martin Jr. (R)
Michigan
(11 repubblicani, 7 democratici)
1. Thaddeus M. Machrowicz (D)
2. George Meader (R)
3. August E. Johansen (R)
4. Clare E. Hoffman (R)
5. Gerald Ford (R)
6. Charles E. Chamberlain (R)
7. James G. O'Hara (D)
8. Alvin Morell Bentley (R)
9. Robert P. Griffin (R)
10. Al Cederberg (R)
11. Victor A. Knox (R)
12. John B. Bennett (R)
13. Charles Diggs (D)
14. Louis C. Rabaut (D)
15. John D. Dingell Jr. (D)
16. John Lesinski Jr. (D)
17. Martha Griffiths (D)
18. William Broomfield (R)
Minnesota
(5 repubblicani, 4 DFL)
1. Al Quie (R)
2. Ancher Nelsen (R)
3. Roy Wier (DFL)
4. Joseph Karth (DFL)
5. Walter Judd (R)
6. Fred Marshall (DFL)
7. H. Carl Andersen (R)
8. John Blatnik (DFL)
9. Odin Langen (R)
Mississippi
(6 democratici)
1. Thomas Abernethy (D)
2. Jamie Whitten (D)
3. Frank Ellis Smith (D)
4. John Bell Williams (D)
5. W. Arthur Winstead (D)
6. William M. Colmer (D)
Missouri
(10 democratici, 1 repubblicano)
1. Frank M. Karsten (D)
2. Thomas B. Curtis (R)
3. Leonor Sullivan (D)
4. George H. Christopher (D), fino al 23 gennaio 1959
William J. Randall (D), dal 3 marzo 1959
5. Richard W. Bolling (D)
6. William R. Hull Jr. (D)
7. Charles Harrison Brown (D)
8. A. S. J. Carnahan (D)
9. Clarence Cannon (D)
10. Paul C. Jones (D)
11. Morgan M. Moulder (D)
Montana
(2 democratici)
1. Lee Metcalf (D)
2. LeRoy H. Anderson (R)
Nebraska
(2 democratici, 2 repubblicani)
1. Phil Weaver (R)
2. Glenn Cunningham (R)
3. Lawrence Brock (D)
4. Donald McGinley (D)
Nevada
(1 democratico)
At-large. Walter S. Baring Jr. (D)
New Hampshire
(2 repubblicani)
1. Chester Earl Merrow (R)
2. Perkins Bass (R)
New Jersey
(9 repubblicani, 5 democratici)
1. William T. Cahill (R)
2. Milton W. Glenn (R)
3. James C. Auchincloss (R)
4. Frank Thompson (D)
5. Peter Frelinghuysen Jr. (R)
6. Florence P. Dwyer (R)
7. William B. Widnall (R)
8. Gordon Canfield (R)
9. Frank C. Osmers Jr. (R)
10. Peter W. Rodino (D)
11. Hugh Joseph Addonizio (D)
12. George M. Wallhauser (R)
13. Cornelius Gallagher (D)
14. Dominick V. Daniels (D)
New York
(24 repubblicani – 19 democratici)
1. Stuyvesant Wainwright (R)
2. Steven Derounian (R)
3. Frank J. Becker (R)
4. Seymour Halpern (R)
5. Albert H. Bosch (R), fino al 31 dicembre 1960
6. Lester Holtzman (D)
7. James J. Delaney (D)
8. Victor Anfuso (D)
9. Eugene J. Keogh (D)
10. Edna F. Kelly (D)
11. Emanuel Celler (D)
12. Francis E. Dorn (R)
13. Abraham J. Multer (D)
14. John J. Rooney (D)
15. John H. Ray (R)
16. Adam Clayton Powell Jr. (D)
17. John Lindsay (R)
18. Alfred E. Santangelo (D)
19. Leonard Farbstein (D)
20. Ludwig Teller (D)
21. Herbert Zelenko (D)
22. James C. Healey (D)
23. Isidore Dollinger (D), fino al 31 dicembre 1959
Jacob H. Gilbert (D), dall'8 marzo 1960
24. Charles A. Buckley (D)
25. Paul A. Fino (R)
26. Edwin B. Dooley (R)
27. Robert R. Barry (R)
28. Katharine St. George (R)
29. J. Ernest Wharton (R)
30. Leo W. O'Brien (D)
31. Dean P. Taylor (R)
32. Samuel S. Stratton (D)
33. Clarence E. Kilburn (R)
34. Alexander Pirnie (R)
35. R. Walter Riehlman (R)
36. John Taber (R)
37. Howard W. Robison (R)
38. Jessica M. Weis (R)
39. Harold C. Ostertag (R)
40. William E. Miller (R)
41. Thaddeus J. Dulski (D)
42. John R. Pillion (R)
43. Daniel A. Reed (R), fino al 19 febbraio 1959
Charles Goodell (R), dal 26 maggio 1959
Nuovo Messico
(2 democratici)
"At-large". Thomas G. Morris (D)
"At-large". Joseph Montoya (D)
Ohio
(14 repubblicani, 9 democratici)
1. Gordon H. Scherer (R)
2. William E. Hess (R)
3. Paul F. Schenck (R)
4. William Moore McCulloch (R)
5. Del Latta (R)
6.. James G. Polk (D), fino al 28 aprile 1959
Ward Miller (R), dall'8 novembre 1960
7. Clarence J. Brown (R)
8. Jackson Edward Betts (R)
9. Thomas L. Ashley (D)
10. Walter H. Moeller (D)
11. Robert E. Cook (D)
12. Samuel L. Devine (R)
13. Albert David Baumhart Jr. (R)
14. William Hanes Ayres (R)
15. John E. Henderson (R)
16. Frank T. Bow (R)
17. Robert W. Levering (D)
18. Wayne Hays (D)
19. Michael J. Kirwan (D)
20. Michael A. Feighan (D)
21. Charles Vanik (D)
22. Frances P. Bolton (R)
23. William Edwin Minshall Jr. (R)
Oklahoma
(5 democratici, 1 repubblicano)
1. Page Belcher (R)
2. Ed Edmondson (D)
3. Carl Albert (D)
4. Tom Steed (D)
5. John Jarman (D)
6. Toby Morris (D)
Oregon
(3 democratici, 1 repubblicano)
1. A. Walter Norblad (R)
2. Al Ullman (D)
3. Edith Green (D)
4. Charles O. Porter (D)
Pennsylvania
(16 democratici, 14 repubblicani)
1. William A. Barrett (D)
2. Kathryn E. Granahan (D)
3. James A. Byrne (D)
4. Robert N. C. Nix Sr. (D)
5. William J. Green Jr. (D)
6. Herman Toll (D)
7. William H. Milliken Jr. (R)
8. Willard S. Curtin (R)
9. Paul B. Dague (R)
10. Stanley A. Prokop (D)
11. Dan Flood (D)
12. Ivor D. Fenton (R)
13. John A. Lafore Jr. (R)
14. George M. Rhodes (D)
15. Francis E. Walter (D)
16. Walter M. Mumma (R)
17. Alvin Bush (R), fino al 5 novembre 1959
Herman T. Schneebeli (R), dal 26 aprile 1960
18. Richard M. Simpson (R), fino al 7 gennaio 1960
Douglas Hemphill Elliott (R), 26 aprile 1960 – 19 giugno 1960
J. Irving Whalley (R), dall'8 novembre 1960
19. James M. Quigley (D)
20. James E. Van Zandt (R)
21. John Herman Dent (D)
22. John P. Saylor (R)
23. Leon H. Gavin (R)
24. Carroll D. Kearns (R)
25. Frank M. Clark (D)
26. Thomas E. Morgan (D)
27. James G. Fulton (R)
28. William S. Moorhead (D)
29. Robert J. Corbett (R)
30. Elmer J. Holland (D)
Rhode Island
(2 democratici)
1. Aime Forand (D)
2. John E. Fogarty (D)
Tennessee
(7 democratici, 2 repubblicani)
1. B. Carroll Reece (R)
2. Howard Baker Sr. (R)
3. James B. Frazier Jr. (D)
4. Joe L. Evins (D)
5. J. Carlton Loser (D)
6. Ross Bass (D)
7. Tom J. Murray (D)
8. Fats Everett (D)
9. Clifford Davis (D)
Texas
(21 democratici, 1 repubblicano)
1. Wright Patman (D)
2. Jack Brooks (D)
3. Lindley Beckworth (D)
4. Sam Rayburn (D)
5. Bruce Alger (R)
6. Olin E. Teague (D)
7. John Dowdy (D)
8. Albert Thomas (D)
9. Clark W. Thompson (D)
10. Homer Thornberry (D)
11. William R. Poage (D)
12. Jim Wright (D)
13. Frank N. Ikard (D)
14. John Andrew Young (D)
15. Joe M. Kilgore (D)
16. J. T. Rutherford (D)
17. Omar Burleson (D)
18. Walter E. Rogers (D)
19. George H. Mahon (D)
20. Paul J. Kilday (D)
21. O. C. Fisher (D)
22. Robert R. Casey (D)
Utah
(1 democratico, 1 repubblicano)
1. Henry Aldous Dixon (R)
2. David S. King (D)
Vermont
(1 democratico)
"At-large". William H. Meyer (D)
Virginia
(8 democratici, 2 repubblicani)
1. Thomas N. Downing (D)
2. Porter Hardy Jr. (D)
3. J. Vaughan Gary (D)
4. Watkins Abbitt (D)
5. William M. Tuck (D)
6. Richard H. Poff (R)
7. Burr Harrison (D)
8. Howard W. Smith (D)
9. W. Pat Jennings (D)
10. Joel Broyhill (R)
Virginia Occidentale
(5 democratici, 1 repubblicano)
1. Arch A. Moore Jr. (R)
2. Harley Orrin Staggers (D)
3. Cleveland M. Bailey (D)
4. Ken Hechler (D)
5. Elizabeth Kee (D)
6. John M. Slack Jr. (D)
Washington
(6 repubblicani, 1 democratico)
1. Thomas Pelly (R)
2. Jack Westland (R)
3. Russell V. Mack (R), fino al 28 marzo 1960
Julia Butler Hansen (D), dall'8 novembre 1960
4. Catherine Dean May (R)
5. Walt Horan (R)
6. Thor C. Tollefson (R)
7. Don Magnuson (D)
Wisconsin
(5 democratici, 5 repubblicani)
1. Gerald T. Flynn (D)
2. Robert Kastenmeier (D)
3. Gardner R. Withrow (R)
4. Clement Zablocki (D)
5. Henry S. Reuss (D)
6. William Van Pelt (R)
7. Melvin Laird (R)
8. John W. Byrnes (R)
9. Lester Johnson (D)
10. Alvin O'Konski (R)
Wyoming
(1 repubblicano)
"At-large". Keith Thomson (R)
Membri non votanti
(1 democratico, 1 repubblicano)
Territorio delle Hawaii: John A. Burns (D), fino al 21 agosto 1959
Puerto Rico: Antonio Fernós-Isern (PPD)